# 2011년 서울특별시장 보궐선거
2011년 서울시장 보궐선거는 2011년 대한민국 재보궐선거의 일부이다. 재보궐선거로는 특이하게 한나라당과 민주당에서 국민경선 방식으로 후보를 선출하였다.

## 보궐 선거 배경
서울시의 무상 급식 정책 논란이 사그라들지 않자 오세훈 서울특별시장은 무상급식과 관련한 시민들의 의사를 직접 묻기 위해 주민투표(住民投票)를 서울시의회에 제안하였다. 서울시의회는 이를 거절하였고, 오 시장의 주도로 보수 시민단체들에 의해 무상급식 지원범위에 관한 서울특별시 주민투표 서명이 모여 2011년 8월 24일 투표가 시행되게 되었다. 오세훈은 8월 12일 차기 대선 불출마를 선언하고, 8월 21일 무상급식 주민투표를 사흘 앞두고 "개표 가능 투표율이 달성되지 않거나 개표한 후 찬성률이 낮아 패할 경우 사퇴하겠다"고 선언했고, 투표는 투표율 미달로 무산되었다. 오세훈이 9월 30일까지 사퇴할 경우 2011년 10월에, 그 이후 사퇴할 경우 2012년 4월에 대한민국 제19대 총선과 동시에 실시되게 되었다.
오세훈이 소속된 한나라당에서는 10월 이후 사퇴하도록 오세훈을 만류하였으나, 오세훈은 8월 26일 전격 사퇴를 선언했다.

## 후보 선출

### 한나라당
나경원 의원(서울 중구)을 제외한 후보가 사직하여, 나경원으로 단일화되었다. 당초 보수성향 시민후보인 이석연과의 경선도 고려되었으나, 이석연이 불출마를 선언했다.

### 민주당
4명의 경선을 거쳐 박영선 의원(서울 구로구 을)으로 후보를 선출하였다. 진보진영 시민후보인 박원순(朴元淳)과 민주노동당 최규엽 후보와의 통합경선을 실시했다.

### 범야권

#### 안철수의 불출마 및 박원순 지지 선언
안철수의 서울시장 선거 출마 여부에 언론의 관심이 집중되던 9월 4일에 주요 언론사들은 여론조사를 실시했고 모든 여론조사에서 안철수의 지지율은 50% 상회하는 압도적인 수치를 보였다. 공식적인 출마 선언을 하지 않고있던 안철수는 9월 6일 오후 4시에 '안철수와 관계 없이 출마하겠다'는 의지를 밝힌 박원순과 만나 불과 17분 동안의 대화 끝에 박원순으로 단일화했음을 발표하였다. '누가 출마하느냐', '단일화가 되느냐' 등이 모두 선거지형에 큰 변화를 불러올 것이기 때문에 많은 기자들이 몰려들었다. 안철수는 “오늘 존중하는 동료이신 박원순 변호사를 만나서 그 분의 포부와 의지를 충분히 들었다. 우리 사회를 위해 헌신하면서 시민사회 새로운 꽃을 피운 분으로서 서울시장을 누구보다 더 잘 수행할 수 있는 아름답고 훌륭한 분”이라고 말했다. 그는 이어 “저에 대한 기대도 우리 사회 변화의 열망이 저를 통해 표현된 것이라고 생각한다”면서 “소중한 우리 미래 세대들을 진심으로 위로하고 격려하겠다”라고 말했고 “지금까지 심정적으로 가장 오랫동안 이해해 준 박경철 원장님께도 감사하다”라고 말했다. 단일화 조건이 있었느냐에 대해 안철수는 “아무런 조건도 없습니다. 제가 출마 안 하겠습니다. 방금 말씀하신 대로 꼭 시장 되셔서 그 뜻 잘 펼치시기 바랍니다”라고 말했다.
박원순은 단일화에 대해 “두 사람 모두 시장직 자리를 원한 게 아니다. 진정 새로운 세상을 만드는 데 관심이 있었기 때문에 이렇게 상식적으로 이해 안 되는 결론이 나온 것”라고 말했다. 박원순은 또 안철수에 대해 “아무리 신뢰관계가 있다해도 저보다 10배나 더 되는 지지도를 갖고 있던 분이 정말 아무 조건 없이 ‘더 잘 할 수 있다’고 하는 (내 말) 한마디로 양보한다는 게 사실 또 믿기 어려운 그런 일”이라며 “안 교수가 개인의 이익보다 사회의 어떤 공공적인 이익을 위해서 해왔던 분이었기 때문에 가능했던 태도였다고 본다”라고 말했다. 이후 박원순, 한명숙, 문재인 등은 “선거 승리를 위해서는 범시민 야권 단일후보를 통해 한나라당과 1:1 구도를 만들어야 한다. (서울시장 후보로 거론되는)박원순-한명숙 두 사람은 범시민 야권 단일 후보 선출을 위해 상호 협력하고, 이후엔 선거 승리를 위해 모든 힘을 기울인다”라며 결의를 다졌다.

#### 박원순 펀드 발행
서울시 시장선거에서 선거자금이 넉넉지 못한 박원순은 지난해 6·2 지방선거 때 국민참여당 대표 유시민이 경기지사 후보로 나서면서 활용했던 ‘유시민 펀드’를 모방해 '박원순 펀드'를 발행하였다. '박원순 펀드’는 모금 하루 만에 목표액인 33억원을 넘기며 52시간만에 조기 마감되었다. 모금된 펀드는 선거자금으로 쓰고, 12월 25일 이전에 원금과 이자(연리 3.58%)를 투자자들에게 돌려준다.
박원순의 ‘희망캠프’는 “지난 26일 낮 12시부터 시작된 박원순 펀드 모금이 이날 오후 4시에 법정선거비용인 목표액에 도달해 오는 30일까지 예정됐던 모금을 일찍 마감했다”고 밝혔다. 최종 입금액은 38억 8500만원이며, 입금에 참여한 시민들은 모두 5778명이었다. 1인당 평균 67만원씩을 낸 셈이다. 목표액을 모으는 데까지 걸린 시간은 총 52시간이었다. 펀드에 참여하겠다는 의사를 밝힌 사람은 모두 7211명에 총 약정액은 45억2300만원이었으나, 이날 오후 4시 전까지 입금을 하지 못한 1433명은 펀드에 가입하지 못했다. 이날 오후 3시 기준으로 최소액인 10만원을 입금한 사람은 모두 2868명으로, 전체 펀드 가입자의 절반 이상이 10만원의 소액을 투자한 것으로 나타났다.

#### 범 야권 단일화 후보 선출
2011년 10월 3일 민주당 박영선, 민주 노동당 최규엽, 시민후보 박원순 세 후보는 단일화 후보 경선을 치렀다. 3만명의 선거인단 중 60%라는 투표율을 기록하며 흥행에 성공하였다.
박원순은 이 날 경선에서는 박영선 후보와 접전 끝에 패하였으나 TV토론 배심원단 조사, 일반 시민여론조사를 포함해 이날 실시된 선거인단 투표 결과를 집계한 결과 박원순 후보가 52.15%를 차지해, 45.57%를 얻은 민주당 박영선 후보를 이겼다. 한편 민주노동당 최규엽 후보는 2.28%를 얻었다.
경선 결과 발표 직후 박원순은 "아무것도 없는 제게 돈과 조직을 만들어 주신 시민 여러분께 감사드린다"면서 "박원순은 하나부터 열까지 보통 시민이 만든 후보"라고 강조했다. 이어 그는 "새로운 방식으로 열린 대한민국 최초의 야권통합경선에서 변화를 바라는 서울시민이 승리했다"며 "드디어 새로운 서울의 심장이 뛰기 시작했다"고 평했다. 또 박원순은 "우리는 10월 26일 옛 시대의 막차를 떠나보내고, 새 시대의 첫차를 타고 떠날 것"이라며 "낡은 시대는 역사의 뒷면으로 사라지고 있다. 그들이 정하고 그들이 지시하는 그들만의 리그는 다시는 복귀하지 못할 것"이라고 최종 승리를 자신하기도 했다. 이어 "통합과 변화는 2011년 서울의 시대정신"이라면서 "이제까지 서울시장의 일은 도시의 외관은 바꾸는 것이었지만, 제가 만난 시민들의 공통된 요구는 '내 삶을 바꿔 달라'는 것이었다. 앞으로 서울시정 10년은 '사람을 위해 도시를 바꾸는 10년'이 될 것"이라고 자신감을 드러냈다.
또 '시민 여러분 준비되셨습니까? 이명박 대통령과 오세훈 전 시장의 서울 실정 10년을 끝낼 준비가 되셨습니까? 저는 이제 우리가 한나라당을 이길 수 있다는 확신이 생겼습니다. 한나라당과 이명박 정부를 넘어 새로운 시대를 열 수 있다는 믿음을 갖게 되었습니다. 특별히 민주당원 여러분께도 말씀드립니다. 이제 우리는 하나가 되었습니다. 우리는 김대중 대통령과 노무현 대통령과 함께 민주당이 써온 역사 위에 새로운 미래를 써 나갈 것입니다.'라며 反한나라당 노선과 민주당과의 통합을 강조하였다.
박원순이 범야권 단일후보로 확정된 직후 실시된 긴급여론조사에서 박원순은 나경원 한나라당 후보를 9.1%포인트 앞서는 것으로 나타났다.
민주당 김진표 원내대표는 4일 “박원순 야권 단일 후보의 10·26 서울시장 보선 승리를 위해 모든 힘을 기울여 지원할 것”이라고 말했다.
박원순 후보를 위해 공동선거대책본부장을 맡게 된 박영선 의원은 “(박 후보가) 절대 병기가 돼서 절대 승리해야 한다”며 “시간이 많지 않지만 우리는 박원순 후보를 반드시 당선시켜야 할 책무를 맡고 있다”고 말했다. 이어 “박원순 후보도 민주당원들의 열정을 함께 가지고 가겠다고 했다”고 말했다. 자리를 함께 한 민주당 이인영 최고위원은 “(박 후보는) 이제 민주당의 후보다. 함께 해주시면 더 큰 민주당이 될 것”이라고 말했고 박원순 후보도 “그럼요. 저 혼자서는 힘들고 (민주당의 지원은) 보완이 될 것”이라고 화답했다.

#### 박원순 민주당 입당 문제
민주당 손학규 대표는 사퇴 철회를 밝힘과 동시에 박원순 후보의 입당 문제에 대해 "개인적으로 박원순 후보가 (민주당 입당) 문제에 대해 자유로워져야 한다고 생각한다, 서울시장 선거 승리를 위해 경선에 담긴 시민과 국민의 뜻이 존중돼야 한다"며 "더 큰 시야로 민주당이 민주진보진영 전체를 품어 진보진영의 용광로가 돼야 한다, 더 큰 민주당 안에서 서울시장 선거를 승리로 이끌고 통합을 추진할 것"이라고 말했다.
이처럼 열린 자세를 보인 그는 박원순 후보의 공동선대위원장직을 맡는 것에 대해서도 "박원순 후보의 승리를 위해 할 수 있는 모든 일을 마다하지 않겠다"며 수용의 뜻을 밝혔다. "평당원으로서 백의종군의 자세로 박원순 후보의 승리를 위해 맨 앞에 서 몸바쳐 뛰고자 했던 것이 나의 결심"이라며 사퇴의 뜻을 밝힌 이유를 설명한 손 대표는 "사퇴 시점에 대해서는 특별히 생각한 것이 없다"고 말했다.
손 대표는 지난 3일 치러진 범야권 단일화 경선은 "한국 정치사에 중요한 획을 긋는 역사적 사건"으로 규정하며 "유모차를 밀고 투표장에 오는 시민들의 물결은 정치와 정당에 변화를 요구하는 물결이었다, 민주당은 이를 겸허히 수용하고 시대적 흐름에 적극 대응할 것"이라며 '쇄신'의 뜻을 밝히기도 했다.
같은 2011년 10월 5일 박원순은 민주당 입당 문제에 대해 이희호 이사장과 만난 자리에서 "사실 민주당과 다른 생각을 갖고 있는 것이 아니다"며 "민주당이 앞으로 다른 정당과 정치세력을 받아들여 더 커지는 과정을 거친다면 저도 함께할 것"이라고 말했다. 또 "입당한 당원은 아니지만 민주당과 생각과 활동을 같이 할 것"이라고 다짐했다.

#### '새로운 서울을 위한 희망캠프' 출범
2011년 10월 11일 박원순은 선거대책위원회 '새로운 서울을 위한 희망캠프'를 공식 출범시켰다. 범야권 단일화의 결과 민주당, 국민참여당, 진보신당 등 야3당이 참여하고 있으며 시민사회, 문화계 인사, 언론계 등이 총 집결하였다.
상임선대위원장은 손학규 민주당 대표가 맡았으며 유시민 국민참여당 대표, 노회찬, 심상정 전 진보신당의 지도 인사와 문재인 노무현재단 이사장, 이해찬, 한명숙 전 총리, 정동영, 이계안. 문성근 등이 주요 인사들이 대거 참여하여 선대위원장직을 맡았다.
범야권 통합후보 경선에서 경쟁한 민주노동당의 최규엽과 민주당의 박영선 역시 경선 당시의 약속을 지켜 선대위원장직을 맡았다.
고문에는 김근태 한반도재단 이사장, 특보단에 최재천 전 의원. 선대본부장에 문용식 나우콤 이장, 정봉주 전 의원, 천호선 전 청와대 대변인 등이 참여했다.

## 후보자 등록
한나라당 나경원 후보가 기호 1번, 기독자유민주당 김충립 후보가 기호 8번, 무소속 배일도 후보가 기호 9번, 무소속 박원순 후보가 기호 10번을 배정받았다. 하지만 김충립 후보는 자신이 선관위 주최 방송 토론회에 공평하게 참여할 수 없게 되자 선거에 불참하기로 하고, 후보자 정보공개자료를 제출하지 않았다. 서울시선거관리위원회는 10월 18일에 김충립의 후보 등록을 무효 처리한다고 결정하였다.

## 결과
2011년 10월 26일 서울특별시장 보궐선거 최종 투표율은 48.6%로 박원순은 전체 투표수 가운데 53.40%인 215만8476표를 획득하여 서울특별시장에 당선되었다. 나경원 한나라당 후보와의 득표율 차이는 7.19%포인트로 서울특별시 전체 25개 자치구 가운데 서울 동남권 3개구 지역 (서초·강남·송파),용산구를 제외한 나머지 21개구 (동남권 강동구를 포함)에서 모두 나경원 한나라당 후보를 앞섰다. 특히 서울의 48개의 국회의원 선거구 가운데 한나라당이 차지한 41개 선거구 가운데 용산구,강남 3구 (송파 병은 제외) 제외한 선거구 34곳은 박원순 후보에게 우세하는 것으로 나타났다. 또한 강북권,강서권에서는 박원순 후보를 압도적으로 선택했다. 반면 한나라당 나경원 후보은 용산구와 강남 3구 (송파구 병은 박원순 후보가 우세)에서 박원순 후보에게 크게 우세를 하는 것으로 나타났다. 그러나 자신의 지역구 인 서울 중구도 마저 박원순 후보에게 패배했다.
박원순은 이 날 새벽 시민들이 모여있는 서울광장에 나와 '깨끗한 축제 같은 선거를 통해서 시장이 되겠다는 꿈이었습니다. 그러나 간단하지 않았습니다. 흑색선전과 인신공격이 저를 향했습니다. 하지만 저 무너지지 않았습니다. 결국은 진실이 거짓을 이겼습니다. 우리 모두가 이겼습니다'라며 당선소감을 밝혔다. 이어 그는 '용산참사와 같은 잔혹한 일이 이 땅에서 일어나지 않게 하겠습니다. 우리의 고귀한 땅과 주택을 투기의 대상이 아닌, 삶의 휴식이 될 수 있는 고귀한 곳으로 만들겠습니다. 저는 서울이라고 하는 이 땅에서 굶는 아이들, 어르신들, 가정이 없도록 하겠습니다. 헌법에 보장된 인간적 존엄성, 삶의 질과 인간으로 최소의 가치를 서울에서 실현하도록 최선을 다하겠습니다'며 끝으로 '오늘이 마지막이 아니라 시민들과 늘 만나고 이야기를 듣고 함께 할 수 있는 지속적 관계를 만들겠다'고 외쳤다. 박원순은 별도의 인수 기간 없이 10월 27일 초등학교 5·6학년 무상급식 예산 지원 결재를 첫 업무로 시작하며 서울특별시장 집무에 들어갔다.

## 논란
투표당일 선관위 홈페이지와 시장 후보 박원순의 홈페이지가 디도스 공격을 받아 논란이 있다. (2011년 재보궐선거 사이버테러 사건) 투표소가 갑자기 변경되어 서울시민들이 투표에 곤란을 겪었다. 선관위는 평일에 열리는 선거기 때문에 불가피하게 변경했다고 해명하였으나, 평일에 열린 무상급식 지원범위에 관한 서울특별시 주민투표와도 투표소가 달라진 곳이 있었다. 2012년 1월 뉴스타파에서는 변경 사유와 맞지 않게 변경된 곳도 많아 선거 방해를 위한 것으로 의심된다는 의혹을 제기하였다.